# Baetis vernus
Espèce
Baetis vernus est une espèce d'insectes éphéméroptères de la famille des Baetidae.
Cette espèce fait partie, avec Baetis buceratus et Baetis tenax, de celles dénommées "olive moyenne" par les pêcheurs à la mouche.